# Liepgarten
Liepgarten – gmina w Niemczech w kraju związkowym Meklemburgia-Pomorze Przednie, w powiecie Vorpommern-Greifswald, wchodzi w skład Związku Gmin Am Stettiner Haff.
Na północy gmina graniczy z ogrodem zoologicznym Tierpark Ueckermünde.

## Toponimia
Nazwa pochodzenia słowiańskiego, zanotowana po raz pierwszy w 1241 roku w formie Lipegora. Tłumaczona na język polski jako Lipia Góra.